# John Casper Branner
John Casper Branner (1850 — 1922) foi um geólogo estadunidense, especialista em geologia brasileira.

## Biografia
Como especialista em geologia brasileira, foi um colaborador assíduo da comunidade científica do Brasil.

Enquanto esteve em Stanford, dirigiu a expedição Louis Agassiz-Branner ao Brasil em 1899 e uma segunda expedição semelhante em 1907-1908. Publicou uma gramática da língua portuguesa, baseada em seu trabalho no Brasil, que teve várias edições.
Formado a partir de uma metodologia científica rigorosa, inclusive recebendo treinamento de Loius Agassiz (1807-1873) quando estudante em Cornell, ele era comprometido com a pesquisa de campo descritiva e com afirmações sustentadas a partir de ampla base empírica. Aos poucos incorporou os elementos explicativos da seleção natural, dentre outras indicações metodológicas sugeridas por Darwin sobre a explicação evolutiva geral da geologia nos trópicos, principalmente ao questionar a glaciação como definidora da formação granítica do Brasil e aceitando os agentes físico-químicos como os responsáveis pela erosão destas rochas. Seu interesse na formação geológica do litoral brasileiro, principalmente na formação dos recifes, também decorre da leitura de Darwin.
Em 1911, Branner liderou uma expedição ao Brasil chamada de Stanford Expedition to Brazilpara tratar especificamente de uma problemática evolutiva, que procurava evidências do lugar que ocuparia o isolamento geográfico no processo de seleção natural. Visitaram Belém, Fortaleza, Natal, onde fizeram coletas no litoral, em vilas de pescadores nas proximidades destas cidades. Uma parte do grupo também visitou Manaus e subiram o rio Madeira até a Bolívia, realizando trabalho de campo na área onde era construída a Estrada de Ferro Madeira Mamoré. Outra parte do grupo se deslocou para a Chapada Diamantina na Bahia, encerrando a viagem no Rio de Janeiro. Os principais resultados da expedição foram as publicações zoológicas em várias revistas científicas identificando novas espécies, subespécies e gêneros de moluscos, peixes, crustáceos, insetos, abelhas, répteis e anfíbios. Esta expedição de 1911 ao Brasil lidava com inúmeras questões teóricas e metodológicas da biologia, período este chamado por de “interface do darwinismo”
Ele serviu também em comissões do governo dos Estados Unidos estudando o Canal do Panamá e o terremoto de 1906 em São Francisco.
Como muitos outros cientistas de sua geração, Branner foi impactado pela crescente adesão ao trabalho de Charles Darwin nas ciências naturais.
Foi presidente da Sociedade Geológica dos Estados Unidos em 1904. Foi presidente da Seismological Society of America em 1911.
Uma variedade extinta de caranguejo marinho Cancer branneri, recebeu seu nome em 1926.